# Адольф Марія Бохенський

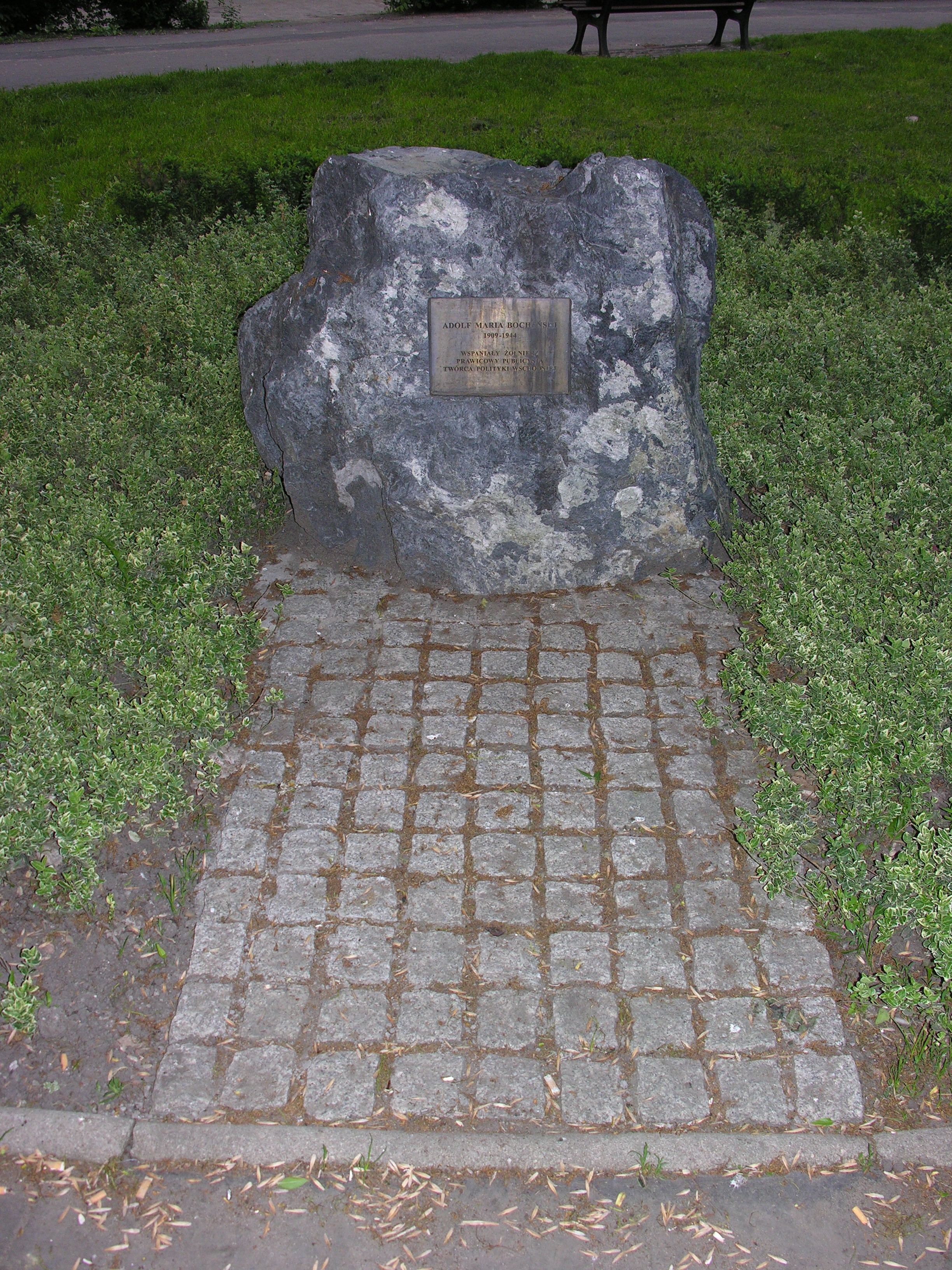
Камінь на честь Адольфа Марії Бохенського у Вроцлаві

Адо́льф Марі́я «А́дзьо» Бохе́нський (пол. Adolf Maria "Adzio" Bocheński; 13 квітня 1909, Пониква — 18 липня 1944 під Анконою, Італія) — польський письменник і публіцист, мальтійський кавалер, підпоручник Війська Польського на Заході. Відзначений Срібним Хрестом ордену Virtuti Militari і три рази Хрестом Хоробрих.

## Життєпис
Походив зі шляхетської родини гербу Равич. Був сином Адольфа Бохенського і Марії з Дунін-Борковських, братом Юзефа Марії, Александра і Ольги. Його дядьком був Францішек Ізидор Бохенський. Після матури виїхав до Парижу, де навчався в школі для дипломатів — Ecole des Sciences Politiques — яку закінчив в червні 1930 року, зайнявши в загальній класифікації третє місце серед всіх студентів з понад двадцяти країн світ. Після повернення до Польщі отримав ступінь магістра (1932) права в Університету Яна Казимира у Львові. В першій половині 1930-х років був активним діячем Академічного Товариства «Myśl Mocarstwowa».
Був редактором і журналістом видань «Bunt Młodych» і «Polityka». Його вважають одним з найталановитіших польських політичних публіцистів 1930-х років. Був прихильником зміцнення виконавчої влади і підтримки незалежності України. Прихильник Юзефа Пілсудського, але критик багатьох дій санаційного уряду.
Під час Вересневої кампанії (нападу Німеччини на Польщу) мав 30 років. Хотів вступити до війська, але його не захотіли прийняти через стан здоров'я. Після багатьох зусиль приєднався як доброволець до Запасного ескадрону 22-ого полку Підкарпатських уланів і таки взяв участь в бойових діях. Після вторгнення СРСР до Польщі 17 вересня 1939 року разом зі своїм полком перейшов в Угорщину, а потім дістався до Франції. В Camp de Coëtquidan закінчив школу підстаршин і разом з Підхалянською бригадою взяв участь у битві біля Нарвіка. Там за мужність отримав свій перший Хрест Хоробрих. Після евакуації бригади з Норвегії до Бретані і капітуляції Франції переправляв до Англії солдатів та офіцерів. Через кілька місяців вирушив до Сирії, де вступив до Карпатської бригади. Пізніше опинився в Полку Карпатських уланів, з яким взяв участь у битві при Тобруку і Монте-Кассіно, де був поранений. Як солдат Карпатської бригади дописував до газети «Przy kierownicy w Tobruku».
Як підхоружний Окремої бригади Карпатських стрільців, а потім підпоручник Полку Карпатських уланів, завдяки своїй відвазі здобув популярність і повагу серед солдатів. Загинув під час битві при Анконі, що описав Мельхіор Ваньковіч у своїй книзі Zupa na gwoździu.
На честь Адольфа Марії Бохенського названо сквери у Варшаві і Вроцлаві.

## Вибрані праці
- Polityczne oblicze asymilacji narodowej // Droga. — 1935. — № 3. (Перекладено українською «Політичне обличчя національної асиміляції»[7]).
- Bochenski Aleksander, Stanislaw Los, Wlodzimierz Bzkowski. Problem polsko-ukraiński w Ziemi Czerwieńskiej. Warszawa: «Polityka», 1938.
- Adolf i Aleksander Bocheński,Tendencje samobójcze narodu polskiego, 1925
- Ustrój a racja stanu, 1928
- Między Niemcami a Rosją, 1937
- Artykuły zebrane 1941—1944, Włochy 1944
- Historia i Polityka. Wybór Publicystyki, wybrał, opracował i przedmową opatrzył Marcin Król, PIW, Warszawa 1989
- Między Niemcami a Rosją, przedmowa: Mieczysław Pruszyński, 1994
- Zanim powstała Kultura. Antologia tekstów Adolfa Marii Bocheńskiego poświęconych polskiej polityce wschodniej pod red. Kazimierza Michała Ujazdowskiego, Lublin 2006